# Кратово (Північна Македонія)
Кра́тово (мак. Кратово) — місто у Північній Македонії, адміністративний центр общини Кратово Північно-Східного регіону.
Місто розташоване в західній частині гірського хребта Осоговська Планина в кратері потухлого вулкана (звідси й назва).

## Населення
| 1900    | 1931    | 1948    | 1953    | 1961    | 1971    | 1981    | 1991    | 1994    | 2002    | 2021    |
| ------- | ------- | ------- | ------- | ------- | ------- | ------- | ------- | ------- | ------- | ------- |
| ▲ 4 500 | ▼ 1 883 | ▲ 1 925 | ▲ 1 993 | ▲ 2 411 | ▲ 3 713 | ▲ 5 442 | ▲ 6 528 | ▼ 6 481 | ▲ 6 924 | ▼ 5 401 |

Населення — 5 401 особи (перепис 2021).

### Національний склад
| Національність | Кількість | Відсоток |
| -------------- | --------- | -------- |
| македонці      | 6 724     | 97,11%   |
| цигани         | 151       | 2,18%    |
| серби          | 39        | 0,56%    |
| інші           | 10        | 0,15%    |

### Мова
| Мова        | Кількість | Відсоток |
| ----------- | --------- | -------- |
| македонська | 6 709     | 96,9%    |
| циганська   | 172       | 2,49%    |
| серби       | 23        | 0,33%    |
| інші        | 20        | 0,28%    |

### Конфесійний склад
| Конфесія    | Кількість | Відсоток |
| ----------- | --------- | -------- |
| Православні | 6 696     | 96,71%   |
| Мусульмани  | 173       | 2,5%     |
| інші        | 55        | 0,79%    |

## Відомі особистості
В поселенні народився:
- Джорджи Євремов (1932—2011) — македонський біолог.

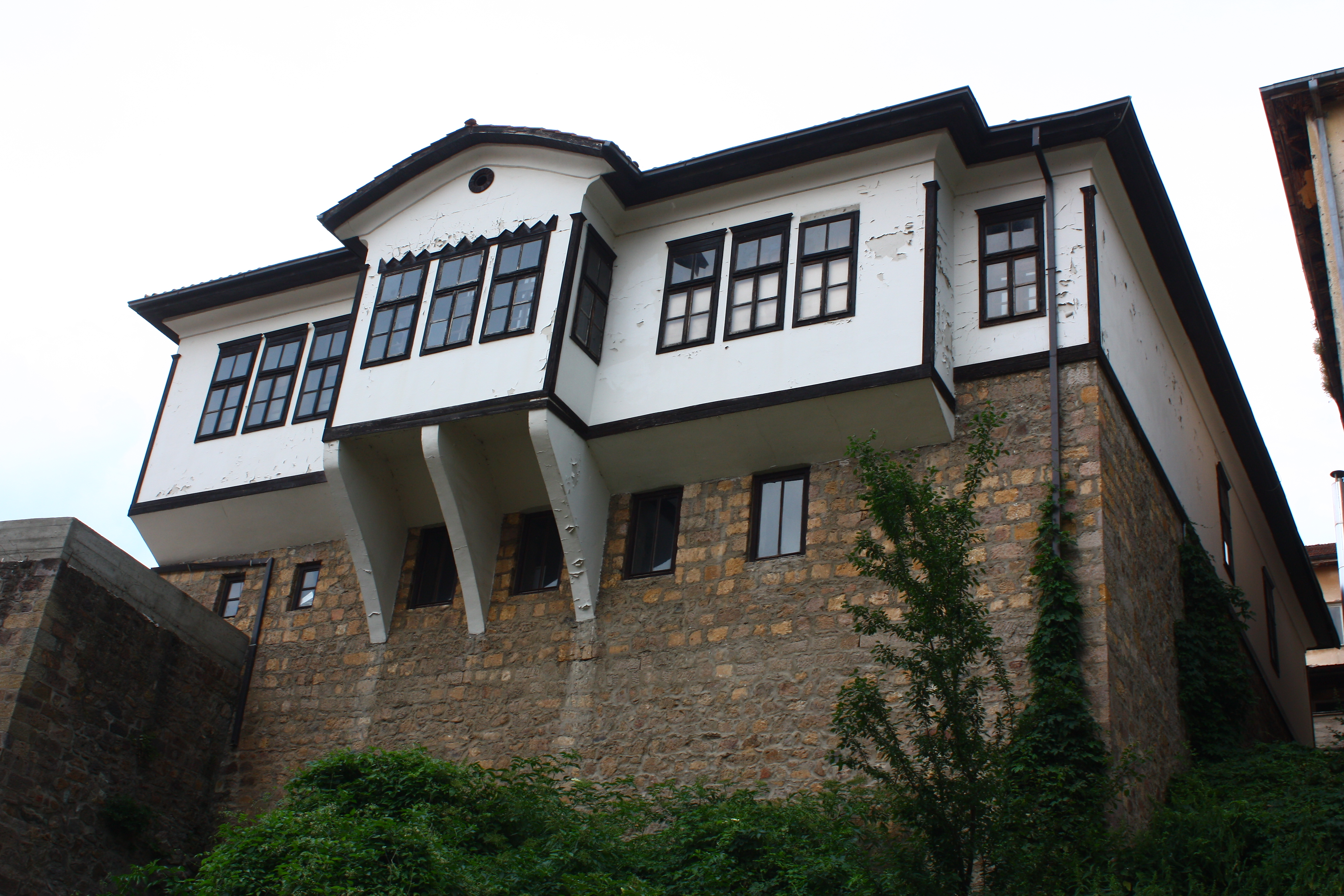
Міський музей
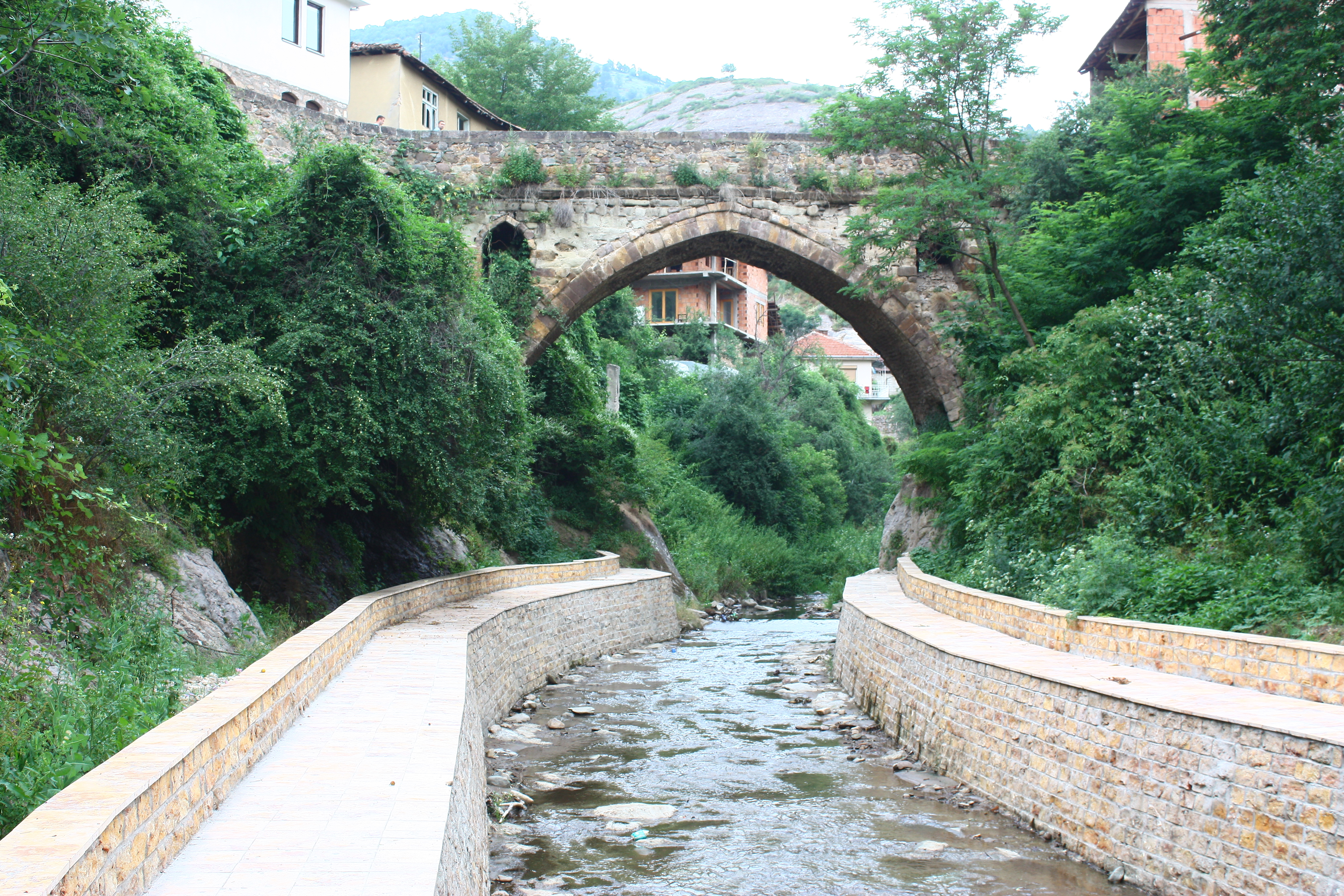
Міст над річкою
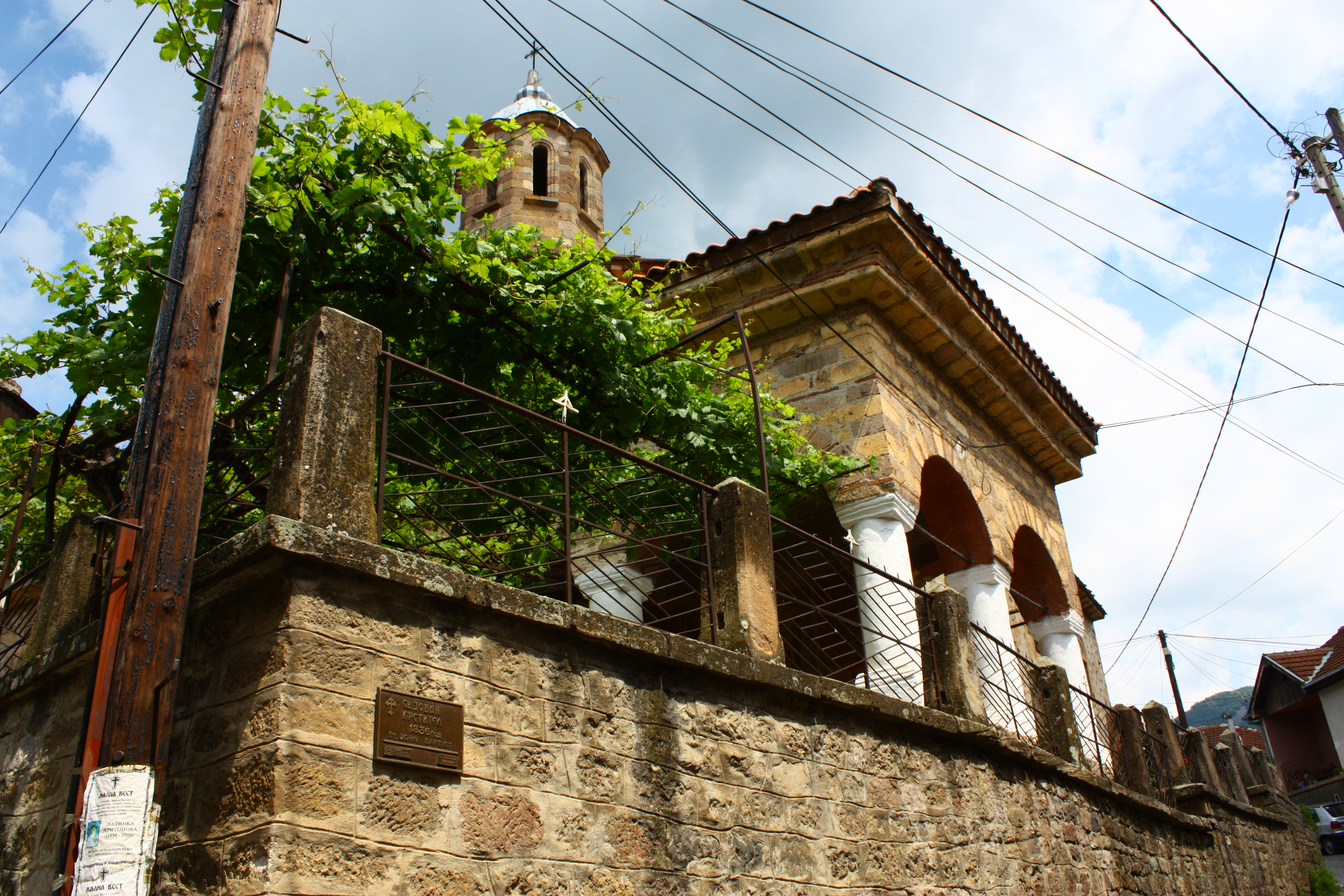
Церква Святого Іоана